# Troisgots
Troisgots – miejscowość i gmina we Francji, w regionie Normandia, w departamencie Manche. W 2013 roku populacja gminy wynosiła 329 mieszkańców. Przez miejscowość przepływa rzeka Vire. 
1 stycznia 2017 roku połączono dwie ówczesne gminy: Condé-sur-Vire oraz Troisgots. Siedzibą nowej gminy została miejscowość Condé-sur-Vire, a gmina przyjęła jej nazwę. 